# جاده فرعی (فیلم ۲۰۱۸)
جاده فرعی (انگلیسی: Back Roads) یک فیلم آمریکایی در ژانر دلهره‌آور و درام به کارگردانی الکس پتیفر است که در سال ۲۰۱۸ منتشر شد.

## بازیگران
- الکس پتیفر
- جنیفر موریسون
- نیکولا پلتز
- کیارا اورلیا
- هالا فینلی
- جون کری
- رابرت پاتریک
- جولیت لوئیس